# Lista över adliga utrikesministrar i Sverige

Sveriges lilla riksvapen.

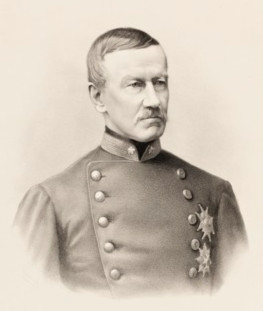
Oscar Björnstjerna var Sveriges första utrikesminister.

Detta är en lista över de adelspersoner som tjänstgjort som utrikesministrar i Sverige. Av de 46 personer som varit utrikesminister sedan ämbetet inrättades år 1876 har 18 personer varit adliga; varav åtta grevar, fyra friherrar och en friherrinna. Adelns representation på ämbetet var länge helt dominerande – av de 20 första männen som innehade positionen var 16 stycken adliga. Den första ofrälste utrikesministern Knut Agathon Wallenberg tillträde år 1914 – nästan 40 år efter ämbetet skapats och över 30 år efter Sverige fått sin första ofrälste statsminister i form av Carl Johan Thyselius. Den enda kvinnan i listan är friherrinnan Margaretha af Ugglas  som också är den enda som fått sin titel via giftermål. Den senaste adliga utrikesministern i Sverige är Carl Bildt som även är den senaste adliga statsministern.

## Adliga utrikesministrar
| Titel                                    | Utrikesminister           | Ämbetstid | Ätt                                                  | Statsminister               | Monark          |
| ---------------------------------------- | ------------------------- | --------- | ---------------------------------------------------- | --------------------------- | --------------- |
| Hans Excellens Välborne Herr             | Oscar Björnstjerna        | 1876–1880 | Adliga ätten Björnstjerna, nr 2017                   | Friherre Louis De Geer d.ä. | Oscar II        |
| Hans Excellens Högvälborne Herr Friherre | Carl Fredrik Hochschild   | 1880–1885 | Friherrliga ätten Hochschild, nr 391                 | Greve Arvid Posse           | Oscar II        |
| Hans Excellens Högvälborne Herr Friherre | Carl Fredrik Hochschild   | 1880–1885 | Friherrliga ätten Hochschild, nr 391                 | Carl Johan Thyselius        | Oscar II        |
| Hans Excellens Högvälborne Herr Greve    | Albert Ehrensvärd d.ä.    | 1885–1888 | Grevliga ätten Ehrensvärd, nr 113                    | Robert Themptander          | Oscar II        |
| Hans Excellens Högvälborne Herr Greve    | Albert Ehrensvärd d.ä.    | 1885–1888 | Grevliga ätten Ehrensvärd, nr 113                    | Friherre Gillis Bildt       | Oscar II        |
| Hans Excellens Högvälborne Herr Greve    | Albert Ehrensvärd d.ä.    | 1888–1889 | Grevliga ätten Ehrensvärd, nr 113                    |                             | Oscar II        |
| Hans Excellens Högvälborne Herr Friherre | Gustaf Åkerhielm          | 1889–1889 | Friherrliga ätten Åkerhielm af Margrethelund, nr 205 |                             | Oscar II        |
| Hans Excellens Högvälborne Herr Greve    | Carl Lewenhaupt           | 1889–1891 | Grevliga ätten Lewenhaupt, nr 2                      | Friherre Gustaf Åkerhielm   | Oscar II        |
| Hans Excellens Högvälborne Herr Greve    | Carl Lewenhaupt           | 1891–1895 | Grevliga ätten Lewenhaupt, nr 2                      | Erik Gustaf Boström         | Oscar II        |
| Hans Excellens Högvälborne Herr Greve    | Ludvig Douglas            | 1895–1899 | Grevliga ätten Douglas, nr 19                        | Erik Gustaf Boström         | Oscar II        |
| Hans Excellens Välborne Herr             | Alfred Lagerheim          | 1899–1900 | Adliga ätten Lagerheim, nr 2118 B                    | Erik Gustaf Boström         | Oscar II        |
| Hans Excellens Välborne Herr             | Alfred Lagerheim          | 1900–1902 | Adliga ätten Lagerheim, nr 2118 B                    | Friherre Fredrik von Otter  | Oscar II        |
| Hans Excellens Välborne Herr             | Alfred Lagerheim          | 1902–1904 | Adliga ätten Lagerheim, nr 2118 B                    | Erik Gustaf Boström         | Oscar II        |
| Hans Excellens Högvälborne Herr Greve    | August Gyldenstolpe       | 1904–1905 | Grevliga ätten Gyldenstolpe, nr 35                   | Erik Gustaf Boström         | Oscar II        |
| Hans Excellens Högvälborne Herr Greve    | August Gyldenstolpe       | 1905–1905 | Grevliga ätten Gyldenstolpe, nr 35                   | Johan Ramstedt              | Oscar II        |
| Hans Excellens Högvälborne Herr Greve    | Fredrik Wachtmeister      | 1905–1905 | Grevliga ätten Wachtmeister af Johannishus, nr 25    | Christian Lundeberg         | Oscar II        |
| Hans Excellens Välborne Herr             | Eric Trolle               | 1905–1906 | Adliga ätten Trolle, nr 36                           | Karl Staaff                 | Oscar II        |
| Hans Excellens Välborne Herr             | Eric Trolle               | 1906–1909 | Adliga ätten Trolle, nr 36                           | Arvid Lindman               | Gustaf V        |
| Hans Excellens Högvälborne Herr Greve    | Arvid Taube               | 1909–1911 | Grevliga ätten Taube, nr 112                         | Arvid Lindman               | Gustaf V        |
| Hans Excellens Högvälborne Herr Greve    | Albert Ehrensvärd d.y.    | 1911–1914 | Grevliga ätten Ehrensvärd, nr 113                    | Karl Staaff                 | Gustaf V        |
| Hans Excellens Högvälborne Herr Friherre | Erik Palmstierna          | 1920–1920 | Friherrliga ätten Palmstierna, nr 220                | Hjalmar Branting            | Gustaf V        |
| Hans Excellens Högvälborne Herr Greve    | Herman Wrangel            | 1920–1921 | Grevliga ätten Wrangel af Sauss, nr 93               | Friherre Louis De Geer d.y. | Gustaf V        |
| Hans Excellens Högvälborne Herr Greve    | Herman Wrangel            | 1921–1921 | Grevliga ätten Wrangel af Sauss, nr 93               | Oscar von Sydow             | Gustaf V        |
| Hans Excellens Välborne Herr             | Carl Hederstierna         | 1923–1923 | Adliga ätten Hederstierna, nr 1543                   | Ernst Trygger               | Gustaf V        |
| Hans Excellens Högvälborne Herr Friherre | Erik Marks von Würtemberg | 1923–1924 | Friherrliga ätten Marcks von Würtemberg, nr 263      | Ernst Trygger               | Gustaf V        |
| Högvälborna Fru Friherrinan              | Margaretha af Ugglas      | 1991–1994 | Friherrliga ätten af Ugglas, nr 311 (ingift)         | Carl Bildt                  | Carl XVI Gustaf |
| Välborne Herr                            | Carl Bildt                | 2006–2014 | Adliga ätten Bildt, nr 678                           | Fredrik Reinfeldt           | Carl XVI Gustaf |